# Patinação artística nos Jogos Olímpicos de Inverno de 1976 - Individual feminino
A competição individual feminina da patinação artística nos Jogos Olímpicos de Inverno de 1976 foi disputado entre 21 patinadoras.

## Medalhistas
| Ouro   | USA Dorothy Hamill   |
| Prata  | NED Dianne de Leeuw  |
| Bronze | GDR Christine Errath |

## Resultados
| #                 | Nome                      | País                   | CF | PC | PL | Pontos | Pos.  |
| ----------------- | ------------------------- | ---------------------- | -- | -- | -- | ------ | ----- |
| Medalha de ouro   | Dorothy Hamill            | USA Estados Unidos     | 2  | 1  | 1  | 193.80 | 9     |
| Medalha de prata  | Dianne de Leeuw           | NED Países Baixos      | 3  | 4  | 2  | 190.24 | 20    |
| Medalha de bronze | Christine Errath          | GDR Alemanha Oriental  | 5  | 2  | 3  | 188.16 | 28    |
| 4                 | Anett Pötzsch             | GDR Alemanha Oriental  | 4  | 3  | 4  | 187.42 | 33    |
| 5                 | Isabel De Navarre         | FRG Alemanha Ocidental | 1  | 11 | 12 | 182.42 | 59    |
| 6                 | Wendy Burge               | USA Estados Unidos     | 6  | 8  | 9  | 182.14 | 63    |
| 7                 | Susanna Driano            | ITA Itália             | 8  | 7  | 7  | 181.62 | 63    |
| 8                 | Linda Fratianne           | USA Estados Unidos     | 9  | 6  | 6  | 181.86 | 67    |
| 9                 | Lynn Nightingale          | CAN Canadá             | 10 | 5  | 8  | 181.72 | 67    |
| 10                | Dagmar Lurz               | FRG Alemanha Ocidental | 7  | 10 | 11 | 178.04 | 92    |
| 11                | Marion Weber              | GDR Alemanha Oriental  | 12 | 9  | 10 | 175.82 | 99    |
| 12                | Elena Vodorezova          | URS União Soviética    | 18 | 13 | 5  | 175.58 | 104   |
| 13                | Emi Watanabe              | JPN Japão              | 11 | 12 | 15 | 171.72 | 118.5 |
| 14                | Kim Alletson              | CAN Canadá             | 13 | 14 | 13 | 171.64 | 122.5 |
| 15                | Karena Richardson         | GBR Grã-Bretanha       | 17 | 15 | 14 | 166.52 | 137   |
| 16                | Claudia Kristofics-Binder | AUT Áustria            | 15 | 18 | 16 | 162.88 | 149   |
| 17                | Hyo-Jin Yoon              | KOR Coreia do Sul      | 14 | 16 | 19 | 159.64 | 158   |
| 18                | Grazyna Dudek             | POL Polônia            | 20 | 20 | 17 | 159.48 | 159   |
| 19                | Eva Durisinova            | TCH Checoslováquia     | 19 | 17 | 18 | 158.22 | 162   |
| 20                | Sharon Burley             | AUS Austrália          | 21 | 19 | 20 | 149.26 | 180   |
| WD                | Danielle Rieder           | SUI Suíça              | 16 |    |    |        |       |

Legenda
| Recorde mundial      | Recorde mundial (World record)               |                       | Recorde africano                      | Recorde africano (African) |                                           | Q | Classificado por posição (Qualified) |
| Recorde olímpico     | Recorde olímpico (Olympic record)            | Recorde da América    | Recorde da América (Americas)         | q                          | Classificado por melhor tempo (Qualified) |   |                                      |
| Melhor marca do ano  | Melhor marca do ano (World leading)          | Recorde asiático      | Recorde asiático (Asian)              | DNS                        | Não largou (Did not start)                |   |                                      |
| Recorde nacional     | Recorde nacional (National record)           | Recorde europeu       | Recorde europeu (European)            | DNF                        | Não terminou (Did not finish)             |   |                                      |
| Recorde pessoal      | Recorde pessoal do atleta (Personal best)    | Recorde da Oceania    | Recorde da Oceania (Oceania)          | DSQ / DQ                   | Desclassificado (Disqualified)            |   |                                      |
| Recorde da temporada | Recorde da temporada do atleta (Season best) | Recorde sul-americano | Recorde sul-americano (South America) | NM                         | Sem marca (No mark)                       |   |                                      |